# 北川有広
| 生年月日   | 生年月日   | 1976年2月1日 |
| ポジション | ポジション | プロップ     |
| 所属       | 所属       | 神戸製鋼     |
| 身長       | 身長       | 174cm        |
| 体重       | 体重       | 102kg        |

北川 有広（きたがわ ありひろ、1976年2月1日 - ）は日本の元ラグビー選手。ポジションはプロップ(PR)。大阪市出身。174cm、102kg

## 来歴
- 1987年、小学4年(10歳)で大阪工業大学ラグビースクールにてラグビーを始める
- 大阪府立茨田高等学校卒業後、2年間の社会人を経て立命館大学経済学部入学
- 1996年4月、立命館大学ラグビー部入部。1年時から全試合出場。大学4年時に主将となりベスト15・関西学生代表に選出される
- 2000年3月、大学卒業、日本電気我孫子事業場（千葉県我孫子市）に入社。NECグリーンロケッツ入部
- 2003年3月、日本選手権優勝、関東代表に選出される。
- 2004年2月、マイクロソフトカップ優勝、日本選手権ベスト4
- 2004年5月、NECを退社し、立命館大学ラグビー部のコーチとなる
- 2005年9月、神戸製鋼コベルコスティーラーズにて現役復帰
- 2009年3月、現役引退
- 2010年3月～2012年3月、2015年4月～2017年1月、 立命館大学ラグビー部スクラムコーチ
- 2017年4月～2021年1月、京都大学ラグビー部コーチ